# Steve Barcia
Steve Barcia é um designer de jogo de computador, especialmente célebre por seu trabalho na companhia Simtex, que foi fundador em 1988 e onde colaborou com o desenvolvimento de Master of Magic, Master of Orion e sua sequência Master of Orion 2. A companhia foi extinta em 1997.
Passou a trabalhar na Retro Studios, filial da Nintendo, e posteriormente foi ingressar na empresa EA Canada.